# Llista de topònims de la Quar
Montmajor
Llista de topònims (noms propis de lloc) del municipi de la Quar, al Berguedà
Informació actualitzada per un bot. Els canvis manuals es perdran quan s'actualitzi!

## abric rocós
| imatge | Nom                 | Ubicat a | instància de | Detalls | coordenades                                                         | Protecció | Commons (més fotos) | Dades a WD                    |
| ------ | ------------------- | -------- | ------------ | ------- | ------------------------------------------------------------------- | --------- | ------------------- | ----------------------------- |
|        | Balma Maçaneta      | la Quar  | abric rocós  |         | 42° 06′ 51″ N, 1° 59′ 22″ E / 42.1140755834653°N,1.98957274802807°E |           |                     | Modifica les dades a Wikidata |
|        | Balma Molosa        | la Quar  | abric rocós  |         | 42° 06′ 43″ N, 1° 59′ 02″ E / 42.1119817680848°N,1.98398147804464°E |           |                     | Modifica les dades a Wikidata |
|        | Balma de Cal Pansit | la Quar  | abric rocós  |         | 42° 05′ 08″ N, 1° 57′ 36″ E / 42.0855040762529°N,1.95996874453391°E |           |                     | Modifica les dades a Wikidata |
|        | Balma de les Heures | la Quar  | abric rocós  |         | 42° 04′ 31″ N, 2° 00′ 12″ E / 42.0753872994715°N,2.00331516857859°E |           |                     | Modifica les dades a Wikidata |
|        | Balma del Setrill   | la Quar  | abric rocós  |         | 42° 06′ 20″ N, 1° 59′ 11″ E / 42.1056619796035°N,1.98631989533029°E |           |                     | Modifica les dades a Wikidata |
|        | Balma dels Lladres  | la Quar  | abric rocós  |         | 42° 05′ 28″ N, 1° 57′ 56″ E / 42.0912379514592°N,1.96559449706723°E |           |                     | Modifica les dades a Wikidata |

## curs d'aigua
| imatge | Nom             | Ubicat a                                           | instància de                                        | Detalls                                                                    | coordenades                                                                                               | Protecció | Commons (més fotos) | Dades a WD                    |
| ------ | --------------- | -------------------------------------------------- | --------------------------------------------------- | -------------------------------------------------------------------------- | --- | --------- | ------------------- | ----------------------------- |
|        | el Mergançol    | Borredà Vilada Sant Jaume de Frontanyà les Llosses | curs d'aigua                                        | Desemboca: Llobregat                                                       | 42° 07′ 30″ N, 1° 52′ 57″ E / 42.125°N,1.8825°E 42° 07′ 40″ N, 1° 55′ 10″ E / 42.127721°N,1.919552°E      |           | Mergançol           | Modifica les dades a Wikidata |
|        | riera de Merlès | Santa Maria de Merlès                              | curs d'aigua Reserva Natural Parcial àrea protegida | 1987 Desemboca: Llobregat Llarg: 47km Superfície: 70.01734ha Conca: 173km² | 42° 11′ 45″ N, 2° 01′ 52″ E / 42.195759°N,2.031138°E 41° 55′ 36″ N, 1° 52′ 56″ E / 41.926769°N,1.882085°E |           | Riera de Merlès     | Modifica les dades a Wikidata |

## església
| imatge | Nom                      | Ubicat a | instància de     | Detalls                                                           | coordenades                                                                     | Protecció                                  | Commons (més fotos)      | Dades a WD                    |
| ------ | ------------------------ | -------- | ---------------- | ----------------------------------------------------------------- | ------------------------------------------------------------------------------- | ------------------------------------------ | ------------------------ | ----------------------------- |
|        | Sant Isidre de la Quar   | la Quar  | església         |                                                                   | 42° 05′ 26″ N, 1° 57′ 41″ E / 42.0904422096741°N,1.96125443016616°E 1117 msnm   |                                            | Sant Isidre de la Quar   | Modifica les dades a Wikidata |
|        | Sant Joan                | la Quar  | església capella |                                                                   | 42° 04′ 38″ N, 2° 00′ 33″ E / 42.0771391092958°N,2.00904218966699°E             |                                            |                          | Modifica les dades a Wikidata |
|        | Sant Maurici de la Quar  | la Quar  | església         | Estil: arquitectura barroca                                       | 42° 04′ 52″ N, 1° 57′ 42″ E / 42.081176°N,1.961556°E                            | bé integrant del patrimoni cultural català | Sant Maurici de la Quar  | Modifica les dades a Wikidata |
|        | Sant Pere de la Portella | la Quar  | església         | Estil: art romànic 11st century                                   | 42° 06′ 14″ N, 1° 57′ 03″ E / 42.10380555555555°N,1.9508333333333332°E 803 msnm | bé cultural d'interès nacional             | Sant Pere de la Portella | Modifica les dades a Wikidata |
|        | Santa Maria de la Quar   | la Quar  | església         | Estil: arquitectura neoclàssica arquitectura popular 16th century | 42° 06′ 21″ N, 1° 58′ 25″ E / 42.105823°N,1.973642°E 1062 msnm                  | bé integrant del patrimoni cultural català | Santa Maria de la Quar   | Modifica les dades a Wikidata |

## font
| imatge | Nom                | Ubicat a | instància de | Detalls | coordenades                                                         | Protecció | Commons (més fotos) | Dades a WD                    |
| ------ | ------------------ | -------- | ------------ | ------- | ------------------------------------------------------------------- | --------- | ------------------- | ----------------------------- |
|        | font de la Pega    | la Quar  | font         |         | 42° 07′ 43″ N, 1° 57′ 21″ E / 42.128745934705°N,1.9559409941753°E   |           |                     | Modifica les dades a Wikidata |
|        | font de la Trapa   | la Quar  | font         |         | 42° 05′ 22″ N, 1° 55′ 25″ E / 42.0895548180239°N,1.92360394596468°E |           |                     | Modifica les dades a Wikidata |
|        | font de les Heures | la Quar  | font         |         | 42° 04′ 50″ N, 2° 00′ 23″ E / 42.0806022727884°N,2.00646153231253°E |           |                     | Modifica les dades a Wikidata |

## masia
| imatge | Nom                    | Ubicat a      | instància de     | Detalls                     | coordenades                                                                  | Protecció                                            | Commons (més fotos)  | Dades a WD                    |
| ------ | ---------------------- | ------------- | ---------------- | --------------------------- | ---------------------------------------------------------------------------- | ---------------------------------------------------- | -------------------- | ----------------------------- |
|        | Cal Calcinaire         | la Quar       | masia            |                             | 42° 06′ 01″ N, 1° 56′ 44″ E / 42.100177774337°N,1.94542235384175°E           |                                                      |                      | Modifica les dades a Wikidata |
|        | Cal Moliner            | la Quar       | masia            | Estil: arquitectura popular | 42° 06′ 08″ N, 1° 57′ 55″ E / 42.102359°N,1.965301°E                         | bé integrant del patrimoni cultural català           |                      | Modifica les dades a Wikidata |
|        | Cal Periques           | la Quar       | masia            |                             | 42° 06′ 22″ N, 1° 57′ 04″ E / 42.1062370804879°N,1.95110317136868°E          |                                                      |                      | Modifica les dades a Wikidata |
|        | Cal Quimet             | la Quar       | masia            |                             | 42° 05′ 56″ N, 2° 00′ 15″ E / 42.0988477732544°N,2.00421763550485°E          |                                                      |                      | Modifica les dades a Wikidata |
|        | Cal Teixidor           | la Quar       | masia            |                             | 42° 06′ 19″ N, 1° 58′ 25″ E / 42.105296418863°N,1.97356603482028°E           |                                                      |                      | Modifica les dades a Wikidata |
|        | Campdeparets           | la Quar Olvan | masia            | Estil: arquitectura popular | 42° 05′ 17″ N, 1° 56′ 11″ E / 42.088138°N,1.93645°E                          | bé integrant del patrimoni cultural català           |                      | Modifica les dades a Wikidata |
|        | Can Dou                | la Quar       | masia            |                             | 42° 06′ 18″ N, 1° 56′ 41″ E / 42.1048988273994°N,1.94463054013349°E          |                                                      |                      | Modifica les dades a Wikidata |
|        | Casa dels Frares       | la Quar       | masia            |                             | 42° 06′ 21″ N, 1° 57′ 04″ E / 42.105815061945°N,1.95124316889057°E           |                                                      |                      | Modifica les dades a Wikidata |
|        | Colldesegrià           | la Quar       | masia            |                             | 42° 04′ 12″ N, 1° 59′ 09″ E / 42.0700465629141°N,1.9858472468762°E           |                                                      |                      | Modifica les dades a Wikidata |
|        | Colltinyós             | la Quar       | masia            |                             | 42° 05′ 18″ N, 1° 57′ 59″ E / 42.088311359303°N,1.9662772779141°E            |                                                      |                      | Modifica les dades a Wikidata |
|        | Corrúbies              | la Quar       | masia            | Estat: ruïnós               | 42° 06′ 19″ N, 1° 55′ 36″ E / 42.1052827964206°N,1.92679692604157°E 793 msnm |                                                      | Corrúbies            | Modifica les dades a Wikidata |
|        | Escobet                | la Quar       | masia            | Estil: arquitectura popular | 42° 05′ 13″ N, 1° 57′ 10″ E / 42.08699°N,1.952647°E                          | bé integrant del patrimoni cultural català           |                      | Modifica les dades a Wikidata |
|        | Mas Subirats           | la Quar       | masia            | Estil: arquitectura popular | 42° 06′ 18″ N, 1° 58′ 50″ E / 42.105027°N,1.980533°E                         | bé integrant del patrimoni cultural català           |                      | Modifica les dades a Wikidata |
|        | Mas les Heures         | la Quar       | masia            | Estil: arquitectura popular | 42° 04′ 38″ N, 2° 00′ 18″ E / 42.077101°N,2.005001°E                         | bé integrant del patrimoni cultural català           |                      | Modifica les dades a Wikidata |
|        | Puigcercós             | la Quar       | masia            |                             | 42° 04′ 31″ N, 1° 59′ 39″ E / 42.0753963491892°N,1.99403081758197°E          |                                                      |                      | Modifica les dades a Wikidata |
|        | Puigdoli               | la Quar       | masia            |                             | 42° 06′ 34″ N, 1° 58′ 52″ E / 42.1094428636108°N,1.98103449352763°E          |                                                      |                      | Modifica les dades a Wikidata |
|        | Puigseguí              | la Quar       | masia            |                             | 42° 06′ 23″ N, 1° 56′ 27″ E / 42.1063047447922°N,1.94082158974025°E          |                                                      |                      | Modifica les dades a Wikidata |
|        | Rúixols                | la Quar       | masia            |                             | 42° 06′ 07″ N, 1° 59′ 34″ E / 42.102055438971°N,1.9926602983656°E            |                                                      |                      | Modifica les dades a Wikidata |
|        | Salga                  | la Quar       | masia            |                             | 42° 07′ 10″ N, 1° 58′ 03″ E / 42.1193098709572°N,1.96749696548896°E          |                                                      |                      | Modifica les dades a Wikidata |
|        | Soldevila              | la Quar       | masia            |                             | 42° 06′ 19″ N, 1° 58′ 44″ E / 42.1053523606157°N,1.97882623849229°E          |                                                      |                      | Modifica les dades a Wikidata |
|        | Vilardell              | la Quar       | masia            |                             | 42° 05′ 39″ N, 1° 59′ 53″ E / 42.0941107868284°N,1.99805208176866°E          |                                                      |                      | Modifica les dades a Wikidata |
|        | el Mascaró             | la Quar       | masia            | Estat: ruïnós               | 42° 06′ 19″ N, 1° 55′ 04″ E / 42.1052424049087°N,1.91770257756661°E 847 msnm |                                                      | El Mascaró           | Modifica les dades a Wikidata |
|        | el Raurell             | la Quar       | masia casa forta | 15th century                | 42° 04′ 01″ N, 1° 57′ 55″ E / 42.066967°N,1.965249°E 805 msnm                | bé d'interès cultural bé cultural d'interès nacional | Masia El Raurell     | Modifica les dades a Wikidata |
|        | la Baronsa             | la Quar       | masia            |                             | 42° 05′ 26″ N, 1° 59′ 06″ E / 42.0904929301519°N,1.98503792034041°E          |                                                      |                      | Modifica les dades a Wikidata |
|        | la Baumeta             | la Quar       | masia            |                             | 42° 05′ 16″ N, 1° 57′ 36″ E / 42.0879089709679°N,1.9599899154887°E           |                                                      |                      | Modifica les dades a Wikidata |
|        | la Cabanya             | la Quar       | masia            |                             | 42° 04′ 03″ N, 1° 57′ 54″ E / 42.0674473838497°N,1.96507429630634°E          |                                                      |                      | Modifica les dades a Wikidata |
|        | la Cabanyeta           | la Quar       | masia            |                             | 42° 04′ 05″ N, 1° 57′ 52″ E / 42.0679992664084°N,1.96435217504567°E          |                                                      |                      | Modifica les dades a Wikidata |
|        | la Masada              | la Quar       | masia            |                             | 42° 06′ 13″ N, 2° 00′ 17″ E / 42.1035898305532°N,2.00476023204862°E          |                                                      |                      | Modifica les dades a Wikidata |
|        | la Molina              | la Quar       | masia            |                             | 42° 06′ 04″ N, 2° 00′ 00″ E / 42.101218400924°N,1.9999297111192°E            |                                                      |                      | Modifica les dades a Wikidata |
|        | la Tor de Sant Maurici | la Quar       | masia            | Estil: arquitectura popular | 42° 04′ 48″ N, 1° 58′ 25″ E / 42.079958333333°N,1.9736555555556°E            | bé integrant del patrimoni cultural català           |                      | Modifica les dades a Wikidata |
|        | les Cases de la Tor    | la Quar       | masia            |                             | 42° 04′ 04″ N, 1° 58′ 26″ E / 42.06766495111°N,1.9738646751458°E             |                                                      |                      | Modifica les dades a Wikidata |
|        | mas el Pou             | la Quar       | masia            | Estil: arquitectura popular | 42° 06′ 21″ N, 1° 58′ 55″ E / 42.105768°N,1.98184°E 886 msnm                 | bé integrant del patrimoni cultural català           | Mas el Pou (la Quar) | Modifica les dades a Wikidata |

## molí d'aigua
| imatge | Nom                 | Ubicat a | instància de | Detalls                                  | coordenades                                                                                      | Protecció                                  | Commons (més fotos) | Dades a WD                    |
| ------ | ------------------- | -------- | ------------ | ---------------------------------------- | ------------------------------------------------------------------------------------------------ | ------------------------------------------ | ------------------- | ----------------------------- |
|        | Molí del Rourell    | la Quar  | molí d'aigua |                                          | 42° 03′ 53″ N, 1° 58′ 09″ E / 42.0646115230206°N,1.96920568158911°E                              |                                            |                     | Modifica les dades a Wikidata |
|        | molí de Vilardell   | la Quar  | molí d'aigua | Estil: arquitectura popular              | 42° 05′ 34″ N, 2° 00′ 21″ E / 42.09281°N,2.005732°E                                              | bé integrant del patrimoni cultural català |                     | Modifica les dades a Wikidata |
|        | molí de la Portella | la Quar  | molí d'aigua | Estil: arquitectura popular 17th century | 42° 06′ 11″ N, 1° 56′ 54″ E / 42.103053°N,1.948235°E ca:La Portella 762 msnm                     | bé integrant del patrimoni cultural català | Molí de la Portella | Modifica les dades a Wikidata |
|        | molí de les Heures  | la Quar  | molí d'aigua | Estil: arquitectura popular 16th century | 42° 04′ 55″ N, 2° 00′ 35″ E / 42.08183°N,2.009738°E ca:A la dreta de la Riera de Merlès 631 msnm | bé integrant del patrimoni cultural català | Molí de les Heures  | Modifica les dades a Wikidata |

## muntanya
| imatge | Nom                   | Ubicat a            | instància de | Detalls | coordenades                                                             | Protecció | Commons (més fotos)             | Dades a WD                    |
| ------ | --------------------- | ------------------- | ------------ | ------- | ----------------------------------------------------------------------- | --------- | ------------------------------- | ----------------------------- |
|        | Pic de Perris         | la Quar             | muntanya     |         | 42° 07′ 01″ N, 1° 56′ 16″ E / 42.11683333°N,1.93788889°E 1046 msnm      |           | Pic de Perris                   | Modifica les dades a Wikidata |
|        | Puig Corner           | la Quar             | muntanya     |         | 42° 05′ 47″ N, 1° 58′ 27″ E / 42.09641667°N,1.97408333°E 1072.3 msnm    |           |                                 | Modifica les dades a Wikidata |
|        | Puig Rourell          | la Quar             | muntanya     |         | 42° 04′ 17″ N, 1° 58′ 33″ E / 42.0715°N,1.97586°E 830.6 msnm            |           |                                 | Modifica les dades a Wikidata |
|        | Puig de Vives         | la Quar             | muntanya     |         | 42° 04′ 58″ N, 1° 59′ 33″ E / 42.08280556°N,1.99261111°E 959.6 msnm     |           |                                 | Modifica les dades a Wikidata |
|        | Roc de la Veu         | la Quar             | muntanya     |         | 42° 06′ 44″ N, 1° 56′ 42″ E / 42.1121°N,1.94489°E 930.7 msnm            |           |                                 | Modifica les dades a Wikidata |
|        | Roca Blanca           | la Quar             | muntanya     |         | 42° 04′ 51″ N, 1° 59′ 25″ E / 42.0807°N,1.99039°E 985.2 msnm            |           |                                 | Modifica les dades a Wikidata |
|        | Roca del Capellà      | la Quar             | muntanya     |         | 42° 05′ 25″ N, 1° 57′ 14″ E / 42.09036111°N,1.95386111°E 1121 msnm      |           |                                 | Modifica les dades a Wikidata |
|        | Salga Aguda           | la Quar             | muntanya     |         | 42° 07′ 09″ N, 1° 57′ 05″ E / 42.1192540287°N,1.95140868336°E 1172 msnm |           | Salga Aguda                     | Modifica les dades a Wikidata |
|        | Serrat de Picancel    | Olvan Cercs la Quar | muntanya     |         | 42° 05′ 45″ N, 1° 54′ 30″ E / 42.095783°N,1.908241°E 963 msnm           |           |                                 | Modifica les dades a Wikidata |
|        | Serrat de Sant Isidre | la Quar             | muntanya     |         | 42° 05′ 26″ N, 1° 57′ 43″ E / 42.090509°N,1.961989°E 1117 msnm          |           | Serrat de Sant Isidre (la Quar) | Modifica les dades a Wikidata |
|        | Serrat de les Vaques  | la Quar             | muntanya     |         | 42° 05′ 57″ N, 1° 59′ 15″ E / 42.0993°N,1.98753°E 958.5 msnm            |           |                                 | Modifica les dades a Wikidata |
|        | Serrat del Migdia     | la Quar             | muntanya     |         | 42° 05′ 28″ N, 1° 57′ 01″ E / 42.0911°N,1.95017°E 1108.1 msnm           |           |                                 | Modifica les dades a Wikidata |
|        | Serrat dels Teixons   | la Quar             | muntanya     |         | 42° 07′ 18″ N, 1° 57′ 32″ E / 42.1217°N,1.95878°E 1057 msnm             |           | Serrat dels Teixons             | Modifica les dades a Wikidata |
|        | Tossal de Canemars    | la Quar             | muntanya     |         | 42° 07′ 29″ N, 1° 58′ 09″ E / 42.1248°N,1.96916°E 1003 msnm             |           |                                 | Modifica les dades a Wikidata |
|        | la Cabrassa           | la Quar             | muntanya     |         | 42° 04′ 52″ N, 1° 59′ 06″ E / 42.08116667°N,1.98505556°E 1015.5 msnm    |           |                                 | Modifica les dades a Wikidata |
|        | la Tina               | la Quar             | muntanya     |         | 42° 04′ 18″ N, 1° 59′ 03″ E / 42.07158333°N,1.98405556°E 849.2 msnm     |           |                                 | Modifica les dades a Wikidata |
|        | les Tallades          | la Quar             | muntanya     |         | 42° 07′ 03″ N, 1° 58′ 33″ E / 42.1174°N,1.97589°E 1150.9 msnm           |           |                                 | Modifica les dades a Wikidata |

## nucli de població
| imatge | Nom                     | Ubicat a | instància de      | Detalls | coordenades                                                            | Protecció | Commons (més fotos) | Dades a WD                    |
| ------ | ----------------------- | -------- | ----------------- | ------- | ---------------------------------------------------------------------- | --------- | ------------------- | ----------------------------- |
|        | Sant Maurici de la Quar | la Quar  | nucli de població |         | 42° 04′ 51″ N, 1° 57′ 43″ E / 42.0807227710357°N,1.96207792303273°E    |           |                     | Modifica les dades a Wikidata |
|        | la Portella             | la Quar  | nucli de població |         | 42° 06′ 15″ N, 1° 57′ 04″ E / 42.10407348063801°N,1.9509740260595785°E |           |                     | Modifica les dades a Wikidata |
|        | les Heures              | la Quar  | nucli de població |         | 42° 04′ 34″ N, 1° 59′ 57″ E / 42.075993673632°N,1.99911699890871°E     |           |                     | Modifica les dades a Wikidata |

## serra
| imatge | Nom                  | Ubicat a            | instància de | Detalls | coordenades                                                         | Protecció | Commons (més fotos) | Dades a WD                    |
| ------ | -------------------- | ------------------- | ------------ | ------- | ------------------------------------------------------------------- | --------- | ------------------- | ----------------------------- |
|        | Serrat del Serafí    | la Quar             | serra        |         | 42° 04′ 17″ N, 1° 59′ 14″ E / 42.0715°N,1.98714°E 909.2 msnm        |           |                     | Modifica les dades a Wikidata |
|        | serra de Ramons      | Olvan la Quar Sagàs | serra        |         | 42° 04′ 05″ N, 1° 56′ 56″ E / 42.06819444°N,1.94875°E 801.5 msnm    |           |                     | Modifica les dades a Wikidata |
|        | serrat de l'Artigot  | la Quar             | serra        |         | 42° 04′ 25″ N, 1° 57′ 55″ E / 42.07352778°N,1.96513889°E 885.6 msnm |           |                     | Modifica les dades a Wikidata |
|        | serrat de les Tombes | la Quar             | serra        |         | 42° 05′ 24″ N, 1° 57′ 20″ E / 42.09008333°N,1.95561111°E 1121 msnm  |           |                     | Modifica les dades a Wikidata |

## Misc
| imatge | Nom                           | Ubicat a                      | instància de                                            | Detalls                                                  | coordenades                                                                                           | Protecció                                            | Commons (més fotos) | Dades a WD                    |
| ------ | ----------------------------- | ----------------------------- | ------------------------------------------------------- | -------------------------------------------------------- | --- | ---------------------------------------------------- | ------------------- | ----------------------------- |
|        | Castell de la Portella        | la Quar                       | castell                                                 | Estil: arquitectura popular Estat: enderrocat o destruït | 42° 06′ 14″ N, 1° 57′ 01″ E / 42.103942°N,1.950415°E                                                  | bé d'interès cultural bé cultural d'interès nacional |                     | Modifica les dades a Wikidata |
|        | Pedrera de la Roca dels Plans | la Quar                       | pedrera                                                 |                                                          | 42° 04′ 25″ N, 1° 57′ 23″ E / 42.0734832330535°N,1.9562967384094°E                                    |                                                      |                     | Modifica les dades a Wikidata |
|        | Resclosa                      | la Quar                       | edifici                                                 | Estil: arquitectura popular                              | 42° 04′ 29″ N, 2° 00′ 32″ E / 42.074852°N,2.008926°E                                                  | bé integrant del patrimoni cultural català           |                     | Modifica les dades a Wikidata |
|        | Sant Isidre                   | la Quar                       | vèrtex geodèsic                                         | Alt: 1.2m                                                | 42° 05′ 26″ N, 1° 57′ 43″ E / 42.090512°N,1.961952°E 1117.677 msnm                                    |                                                      |                     | Modifica les dades a Wikidata |
|        | Terme alta                    | Berguedà la Quar              | fita                                                    |                                                          | |                                                      |                     | Modifica les dades a Wikidata |
|        | casa consistorial de la Quar  | la Quar                       | casa consistorial                                       |                                                          | 42° 04′ 52″ N, 1° 57′ 41″ E / 42.0811994°N,1.961389°E                                                 |                                                      |                     | Modifica les dades a Wikidata |
|        | la Quar                       | la Quar                       | entitat singular de població capital municipal          | 44 hab                                                   | 42° 06′ 25″ N, 1° 58′ 54″ E / 42.10694444444445°N,1.981666666666667°E                                 |                                                      |                     | Modifica les dades a Wikidata |
|        | pantà de la Baells            | Berguedà Cercs la Quar Vilada | embassament                                             | Superfície: 364.7ha Volum: 109000hm³ Conca: 535km²       | 42° 07′ 19″ N, 1° 52′ 42″ E / 42.12193333°N,1.87835°E                                                 |                                                      | Pantà de la Baells  | Modifica les dades a Wikidata |
|        | pont de les Heures            | la Quar Lluçà                 | pont                                                    | 18th century Travessa: riera de Merlès                   | 42° 04′ 26″ N, 2° 00′ 30″ E / 42.073878°N,2.008264°E ca:Sector nord-oest del terme municipal 616 msnm | bé integrant del patrimoni cultural català           | Pont de les Heures  | Modifica les dades a Wikidata |
|        | serra de Picancel             | la Quar Cercs Vilada          | àrea protegida serralada Pla d'Espais d'Interès Natural | 1992 Superfície: 2276.28855ha                            | 42° 06′ 54″ N, 1° 56′ 20″ E / 42.1149°N,1.93881°E 1172.1 msnm                                         |                                                      | Serra de Picancel   | Modifica les dades a Wikidata |